# 남근 (1556년)
남근(南瑾, 1556년 ~ 1635년)은 조선 중기,후기의 문신, 그리고 관료이다. 자(字)는 계헌(季獻), 호는 용호(龍湖)이고, 본관은 의령(宜寧)이다. 주역의 해석에 능하여, 승지로 재직 중에는 겸 경연참찬관으로 경연에 들어 임금 앞에서 주역에 대한 강해를 하였다.
임진왜란 당시 어가 호종길에 뒤쳐진 일로 체직당한 뒤, 이 일로 여러번 논란거리가 되었다. 사은사(謝恩使)로 명나라에 다녀왔으며 선조실록 편찬에도 춘추관의 동지사가 되어 편수에 참여하였다.1602년(선조 35) 선조가 김제남의 딸을 계비로 맞이하는 가례 때 가례도감 전교관으로 참여하였다. 그러나 뒤에 인목대비 폐모론에 참여한 일로 인조반정 때 유배당하였다. 호조참의, 우부승지, 우승지, 도승지 등을 지냈고 대사간, 대사헌을 여러번 역임하였다.
광해군 즉위 초부터 말년까지 주로 대사헌과 대사간으로 있으면서 1617년 인목대비 폐모 논의에 참여하는 등 대북세력의 정책을 앞장서서 추진하였다. 소북 중진 남이공의 삼촌이 되나, 그와 사이가 나빴다 한다. 인조반정 뒤 삭탈관작 후 유배되었고 그곳에서 죽었다.

## 생애

### 초기 활동
할아버지는 참판 남세건(南世健)이고, 아버지는 공조참판을 역임한 남응운(南應雲)이고 어머니는 신세량(辛世良)의 딸이다.
사마시에 합격하여 진사가 되고, 성균관 유생으로 있다가 1586년(선조 19) 별시 문과에 장원으로 급제하였다. 다시 1586년(선조 19) 9월 1일 문사들에게 실시한 중시(重試)에 장원으로 합격하였다.
사헌부지평 재직 중 1592년(선조 25) 4월 임진왜란이 터지자 선조가 평양을 거쳐서 의주로 피난가는데, 어가의 몽양길에 따라갔다가 뒤쳐졌다는 이유로 그해 5월 체직당했다. 도리어 연서(延曙)까지 왔다가 달아났다는 이유로 지적을 당했다. 그 해 10월 23일 사헌부로부터 탄핵을 당했는데, 호종길에 뒤쳐졌는데 그때까지 오지 않았다는 이유로 삭직을 청했다. 선조는 호종 관원들에게 작은 상을 내릴 때 호종길에 뒤쳐진 이들에게도 시상하였으나 1592년 12월 4일 사간원으로부터 명을 거두어달라는 청이 올려져, 취소되었다.
이후 호종길에 뒤쳐진 일로 그는 임진란 때 대간으로서 호가(扈駕)하지 않았는데도 청현직을 역임하고 시종(侍從)으로 출입하였다는 비판을 받기도 했다.

### 임진왜란 이후
1598년(선조 31) 12월 사헌부장령이 되고 무의공 이순신(李純信)을 탄핵하였다. 1599년(선조 32) 1월 용산 창관(倉官)이 되었다가 다시 사헌부장령, 그해 2월 13일 종묘령(宗廟令)이 되었다가 다음날 바로 사간원사간이 되었다. 4월 23일 홍문관 부수찬, 6월 24일 종부시정(宗簿寺正)을 거쳐 8월 8일 홍문관부교리(弘文館副校理), 12월 10일 홍문관수찬이 되었다. 1600년(선조 33) 1월 5일 동부승지가 되었다. 그해 2월 승지, 3월 우부승지를 거쳐 7월 우승지가 되었다. 이때 그는 조카 남이공(南以恭)과 사이가 좋지 않았는데, 서로 원수처럼 배척했다 한다. 이때문에 남근은 김신국(金藎國)과 남이공을 싫어하는 인물을 요직에 추천하자, 사람들이 그를 비웃고 비열하게 여겼다 한다.
1602년(선조 35) 2월 6일 호조참의가 되었다가 2월 15일 승정원우승지가 되고 그해 음력 윤 2월 참찬관, 3월 25일 도승지가 되었으며 다시 참찬관으로 경연에 들었다. 선조가 김제남의 딸을 계비로 맞이하는 가례 때 색승지가 전교관(傳敎官)이 되어야 했으나, 도승지인 그가 가례도감의 전교관을 맡았다. 1602년(선조 35) 8월 1일 가례도감의 정사, 부사 등을 시상할 때 1자급 가자되었다. 가례도감의 전교관은 색승지가 명을 전하는 업무였는데 도승지인 자신이 직접 맡아서 한 일로 시론(時論)이 이를 들어 더욱 비루하게 여겼다 한다. 1603년(선조 36) 사은사(謝恩使)에 임명되어 명나라를 방문, 그해 12월에 귀국하였다. 1604년(선조 37) 9월 3일 한성부우윤이 되었다.
한성부우윤이 된 뒤에도 경연특진관으로 경연에 들었다. 1606년 8월 사간원에서 관기를 데리고 놀던 관료들을 탄핵할 때 함께 탄핵, 추고당하였다. 1607년(선조 40) 2월 25일 장례원판결사(判決事)가 되었다가 그해 4월 25일 경주부윤(慶州府尹)으로 나갔다. 광해군 즉위 직후, 가선대부(嘉善大夫) 행 장례원 판결사(行掌隷院判決事)로 춘추관동지사를 겸하여 선조실록의 편수에 참여하였다.
경주부윤으로 재직 중, 기생 사월(四月)의 술맛이 좋지 않다는 이유로 전 판관 안유성(安由省)을 꾸짖었다가 판관이 곤장을 써서 기생을 죽게 하였다. 1608년(광해군 즉위) 8월 10일 경상도암행어사로부터 사람을 함부로 죽였다는 탄핵을 받고 파직되었다.

### 광해군 치세기간
사헌부의 탄핵에 의하면 인명을 초개처럼 여겨 백성을 살해한 수가 14명이나 되었다 하며, 이때 기생을 곤장으로 죽게 한 일도 같이 드러나 그해 8월 12일 왕명으로 나포령이 떨어져 의금부에서 압송했고, 진술서 내에 나온 안유성도 함께 압송되었다. 이듬해 강릉부사로 부임했다가 경주부윤 때의 일로 1610년(광해군 2) 6월 2일 탐욕스럽고 포학하며, 백성을 14명을 살해했다 하여 사헌부의 탄핵을 받고 파직되었다. 이때 그를 옹호한 사헌부지평 김성발, 장령 박사제, 대사헌 기륵, 지평 박증현 등이 스스로 사직을 청하였고, 사간원에서 사헌부의 체직을 청하기도 했다.
1612년(광해군 4) 3월 16일 판결사, 그해 12월 21일 활인서제조를 지냈다. 1613년(광해군 5) 6월 12일부터 7월 8일 의금부지사 유공량과 함께 김제남의 집을 드나든 무속인들을 잡아다가 문초하였다. 1614년(광해군 6) 3월 7일 성균관대사성, 1615년 1월 예조참의, 1월 23일 예조참판이 되고, 그해 5월 14일 승정원가승지(假承旨)가 되었다. 1615년 12월 29일 부묘 도감 도제조 이하 관원들을 시상할 때 1계급 특진되었다. 1616년(광해군 8년) 1월 14일 예조참판으로 정헌계(正憲階)에 올랐다. 1616년(광해군 8) 4월 30일 행 대사간이 되고, 이후 선왕에게 존호를 올릴 것을 여러 번 건의하였다. 그해 8월 대사헌이 되었다. 그해 11월 해주 사건 추국 때 대신·판의금·추관의 출입시간이 늦어 이를 탄핵하였다. 1617년(광해군 9) 4월 25일 부호군으로 전직되었다가 그해 9월 다시 대사헌, 11월 행 호군이 되었다.
1618년(광해군 10) 1월 다시 행 호군이 되었다가 그해 2월 6일 대사헌이 되고 2월 11일부터 시작된 인목대비 서궁 폄손 절목 논의에 참여하였으며 그해 3월 1일 상기증(上氣症)을 이유로 사직을 청했으나 왕이 듣지 않았다. 이후 여러번 사직 상소를 올렸으나 왕이 듣지 않았다. 인목대비 폐비 논의에 참여하는 한편 그는 인목대비의 아버지 김제남(金悌男)을 공격하였고, 이이첨 등과 함께 최기(崔沂)의 처벌을 상주하기도 하였다.
1618년 4월 비변사당상으로 군병 조발 논의에 참여하였고, 1619년(광해군 11) 1월 27일 좌윤, 3월 18일 대사헌이 되었다. 1619년(광해군 11) 6월 11일 다시 대사헌이 되어 12월 4일 사직을 청하였으나 왕이 듣지 않았다. 그날 다시 대사간에 임명되었으나 사직을 청했지만 왕이 듣지 않았따.

### 생애 후반
1620년(광해군 12) 4월 5일 대사헌이 되고 그해 6월 18일 지돈녕부사로 전임되었다가 9월 1일 다시 대사헌이 되었다. 1620년(광해군 12) 10월 20일 다시 지돈녕부사, 11월 존숭 도감의 제조, 12월 대사헌, 1621년(광해군 13) 1월 11일 지돈녕부사, 1월 24일 승문원제조, 윤 2월 16일 대사헌이 되어 여러번 체직을 청하였으나 왕이 받아드리지 않았다. 그해 5월 21일 대사헌직을 사직했다.
1622년(광해군 14) 3월 12일 대사헌이 되고, 4월 30일 행 대사간이 되었다가 5월 다시 대사헌이 되었다. 6월 24일 존숭도감 제조가 되었다.
1623년(광해군 15) 3월 인조반정 후 3월 15일 사간 이성구의 논핵을 받고 체직되었으며, 3월 18일 삭탈관작당하였다. 이후 유배되어 풀려나지 못하고 그곳에서 사망하였다.

## 같이 보기
- 임진왜란
- 인목왕후
- 남이공

## 기타
그 외에도 조선 초기에 정랑을 지냈으며, 남곤의 종조부이며 임사홍의 외종조부가 되는 동명이인의 남근(南瑾)도 있다. 그에게는 한자 이름도 같은 동명이인의 먼 방조에 해당된다.
양반이 노비 첩에게서 낳은 자식들에게는 상속권이 인정되지 않았다. 단, 그는 1617년(광해군 9년) 9월 23일 대사헌 재직 중, '신의 동성(同姓) 얼삼촌(孽三寸)이 이달 15일에 죽어서 성복하기 전입니다.'라고 광해군에게 보고를 했다. 할아버지의 여자 노비에게서 나온 얼자 얼삼촌(孽三寸)의 상사 때에도 상복을 입었던 기록이 남게 되었다.

## 참고 문헌
- 선조실록
- 선조수정실록
- 대동야승
- 국조방목
- 사마방목
- 청선고